# سیارک ۱۵۰۲۶
سیارک ۱۵۰۲۶ (به انگلیسی: 15026 Davidscott، نامگذاری:1998TR34) پانزده هزار و بیست و ششمین سیارک کشف شده‌است که در ۱۴ اکتبر ۱۹۹۸ کشف شد.
قدر مطلق سیارک برابر ۲۰.۴ است.